# Šimun Kožičić Benja
Simon Begnius, (tudi Simone de Begna, Simon Modrusiensis,  Symeon Episcopus Modrussiensis, Simon Begnii, Šimun Kožičić, Šimun Kožičić Benja) hrvaško-beneški duhovnik, teolog, humanist, glagoljaš, tiskarnar, govornik in modruški škof, * 1460, Zadar (Beneška republika; danes: Hrvaška), † 1536, Zadar (Beneška republika; danes: Hrvaška).

## Življenjepis

### Humanizem
Na razvoj humanizma v Dalmaciji je vplivalo več dejavnikov: bližina Apeninskega polotoka, trgovske in kulturne zveze priobalnih mest z žarišči humanizma, krajevno srednjeveško izročilo glede uporave latinščine (mašni obredi, brevir, pravni dokumenti, napisi, zgodovinska dela in svetniški življenjepisi i dr.), prihod učiteljev, beležnikov in drugih učenih ljudi s sosednje obale Jadrana v središča na jugu in severu, ter odhajanje domače mladine na tuja vseučilišča. Humanistični vplivi se zategadelj čutijo po dalmatinskih občinah že v začetku 15. stoletja; njegov popolni razvoj pa sta ovirali politična razdrobljenost in turška osvajanja. 

Turško prodiranje, zlasti po krbavski (9. IX. 1493) in mohački bitki (29. VIII. 1526), je povzročilo neke posebnosti: pogostno protiturško zavzetost ter poudarjanje krščanskih sestavin. V prvih desetletjih XV. st. se kaže zanimanje za klasiko v prepisovanju antičnih napisov in del klasičnih pisateljev. Najpomembnejša predstavnika humanizma iz tega obdobja sta zadrski humanist Jurij Benja in Trogirčan Peter Cipiko. 

### Mladost
Simon Begnius (tudi: Šimun Kožičić, Simone de Begna) se je rodil očetu Alvizu Begna (Kožičić) in materi Oreji Contarini 1460 v Zadru, v ugledni patricijski družini Begna (Benja, De Begna) - Kožičić; mati Benečanka je izhajala iz ugledne plemiške rodbine Contarini, ki je dala osem dožev. Njihov grb vsebuje tri plave črte na zlati podlagi. 

Čeprav so starši hoteli, da bi sin postal vojak, se je odločil za duhovniški poklic. Po šolanju v Zadru in Rimu je 1502 postal zadrski kanonik in upravitelj cerkve Svetega Janeza Krstnika 

### Modruški škof
Papež Julij II. ga je imenoval za modruškega škofa 1509. Po hudem porazu hrvaške krščanske vojske 1493 v Krbavski bitki so sledila leta stalnih turških napadov, ropov in zasužnjevanja krščanskega prebivalstva. 

### Pisatelj in tiskarnar
Simon je napisal  Psaltir – to je pravzaprav knjižica-molitvenik z osnovnimi krščanskimi molitvami, psalmi in cerkvenimi pesmimi za sodelovanje pri maši. Takšne knjižice so bile obenem tudi začetni učbeniki, iz katerih so se pripravniki za duhovniški stan in drugi verniki učili branja. Na prvi strani Kožičićeva "Psaltirja" najdemo abecednik, tj. popis vseh glagolskih črk, napisanih v glagolski pisavi. Sledijo molitve Očenaš, Zdravamarija in začetek Apostolske vere. 

## Koncilski oče in rodoljub
Šimun Kožičić Benja je znan po svojih rodoljubnih govorih v latinščini, ki ju je imel na Petem lateranskem koncilu v Rimu 1513 in pred papežem Leonom X. 1516. V njima se je pokazal kot sijajen govornik, dober poznavalec latinske govorniške tradicije, kakor strasten rodoljub, ki je občutljiv na trpljenje svojega naroda in zato zahteva »sveto vojno« zoper Turke, kakor tudi denarno in vojno pomoč za odkup zasužnjenih in obrambo svoje opustošene domovine. V prvem govoru se neposredno obrača na papeža Leona X. govoreč:
»Tebe smo, preblaženi Leon, pričakovali kot odrešenika. Udari na tiste, ki nas udarjajo!« 
Na koncilu je govoril torej tudi modruški škof Simon Begnius, in sicer je govoril o turških osvajanjih na Hrvaškem, V prvem govoru je omenil nasilje in zasužnjevanje v modruški škofiji in prosil papeža Leona za pomoč. V drugem govoru (De Corvatiae desolatione) prikazuje opustošeno Hrvaško in ga prosi za hitro in uspešno vojašjko pomoč. 
Na lateranskem koncilu v Rimu je torej Simon Benius dvakrat govoril. 27. aprila 1513, na šestem koncilskem zasedanju – prvem pod predsedovanjem novega papeža Leona X. govoril kot prvi govornik. 5. novembra 1516 je Šimun Kožičić-Benja imel svoj drugi govor – tokrat le pred papežem in kardinali. Govoril je o muslimanskem nasilju in pustošenju njegove domovine: De Corvatiae desolatione, zaradi katerega je moral končno zapustiti celo svoj škofijski sedež v Modrušu in prosi za pomoč na najvišjem mestu. Kljub ravnodušnosti evropskih krščanskih vladarjev, ki so raje obračunavali drug z drugim, ko da se bi združili v boju zoper nevarnega in nezadržno na Zahod prodirajočega skupnega sovražnika, je Simon upal, da bo papež storil nemogoče: da jih bo združil v skupnem boju, osvobodil Hrvaško in sosednje dežele, ter tako zavaroval zahodne dežele, med njimi tudi Rim; le tedaj bosta zavladala med narodi mir in sloga:
„Če boš ti, premočni, opasal meč za svoja ledja, kdo ne bo sam zahteval, da se bojuje? Pod tvojim vodstvom in pred tvojimi očmi – kdo ne bi rad padel za krščansko vero? Kralji se bodo dvignili, knezi se bodo zganili, morje se bo prekrilo z ladjami, polja se bodo napolnila z vojaki, prestrašili se bodo pogani, nasprotnike bo zajel strah. In pobegnila bo kača pred rjovečim levom, ki jo bo preganjal.“

Krščanski vladarji so se pa raje vojskovali med seboj in zoper papeža; neslogo bo zaostril še nastop protestantizma . Minil je namreč čas križarskega navdušenja; saj ga celo sam papež Pij II., ki se je res postavil na čelo križarske vojne, ni mogel več prebuditi. Ko je pomoč krščanskih vladarjev izostala, so Turki vdrli v Modruš in porušili ter požgali škofovsko palačo 1527, je bil  škof Simon prisiljen oditi v begunstvo skupaj z verniki; najprej se je preseli v Novi Vinodol, a 1529 na varnejšo Reko, kjer je 1530 ustanovil glagolsko tiskarno. 
Do 1531 je natisnil še 5 glagolskih knjig: Oficij rimski (molitvenik), Knjižice krsta (mali obrednik),  Misal hrvacki (misal), Knjižice od žitija rimskih arhijerov i cesarov (zgodovinsko delo o rimskih papežih in cesarjih) in Od bitja redovničkog knjižice (priročnik o redovniškem življenju). 

## Smrt in spomin
1532 se je vrnil v Zader, kjer je tudi umrl v marcu 1536. Pokopan je v frančiškanskem samostanu sv. Hieronima na otoku Ugljanu, ki ga je dal zgraditi njegov stari oče, a njegov brat Ivan Donat je tam postavil nagrobni spomenik. Retrospektivni portret škofa Simona Begnija (Šimuna Kožičića Benje) se nahaja v Zadrskem ljudskem muzeju, kjer je najti tudi njegov portret; nekteri novejši temu oporekajo. 